# مارسيلينو جونيور لوبيز أرودا
مارسيلينو جونيور لوبيز أرودا (بالبرتغالية: Marcelino Júnior Lopes Arruda‏) (8 مايو 1989 في غوارولوس في البرازيل – )؛ هو لاعب كرة قدم كان يلعب كمهاجم.

## وصلات خارجية
- مارسيلينو جونيور لوبيز أرودا على موقع رابطة كرة القدم اليابانية للمحترفين (اليابانية)
- مارسيلينو جونيور لوبيز أرودا على موقع دوري كوريا الجنوبية (الإنجليزية)
- مارسيلينو جونيور لوبيز أرودا على موقع قاعدة بيانات كرة القدم.إي يو (الإنجليزية)
- مارسيلينو جونيور لوبيز أرودا على موقع Soccerway.com (الإنجليزية)
- مارسيلينو جونيور لوبيز أرودا على موقع عالم كرة القدم.نت (الإنجليزية)